# Apartheid
Apartheid (av engelskans apart (åtskilda, separerade) och afrikaans-suffixet -heid (uttalas hejt, motsvarar svenskans "-het"), alltså "åtskildhet") är en benämning på både den rasåtskillnadspolitik och samhällssystem som rådde i Sydafrika från 1948 till 1994. Perioden inleddes med att en boernationalistisk koalition under Daniel Malans ledning vann en knapp majoritet i 1948 års parlamentsval och upphörde genom en serie reformer under 1990-talet, som mynnade ut i de första allmänna valen 1994.

## Valet 1948
Åren mellan Boerkriget och 1948 ansåg många afrikander att engelsmännen i landet dominerade och diskriminerade afrikanderna. Många afrikander ogillade starkt engelsmännen, Storbritannien, det brittiska herraväldets tidigare internering och mord på tiotusentals afrikander sågs som ett led i utvecklingen för ett brittiskt minoritetsstyre över afrikanderna, som utgjorde ungefär 60 procent av den vita befolkningen.
Mot regerande United Party (UP) och dess ledare Jan Smuts stod en afrikandkoalition bestående av Nationalistpartiet (NP) och det mindre Afrikaanerpartiet, som utkämpade valrörelsen på ett program för apartheid, de olika rasernas "separata utveckling". Färgade män som uppfyllde vissa kriterier hade haft rösträtt sedan 1800-talets slut, medan landets svarta majoritet och samtliga icke-vita kvinnor saknade rösträtt. Nationalisternas valplattform präglades av afrikandnationalism och det starkaste stödet kom därför från afrikaanstalande vita, som enade gav partiet 70 mandat och en starkare ställning än det styrande United Party. Tillsammans fick afrikandkoalitionen en majoritet om 79 av de 153 platserna i parlamentets underhus. På papperet erhöll afrikandkoalitionen 140 000 röster färre än den sittande UP-regeringen som ett resultat av majoritetsvalsystemet med enmansvalkretsar där valkretsarna på landsbygden generellt hade färre invånare. Smuts själv förlorade sin parlamentsplats och endast i en valkrets kunde UP vinna ett nytt mandat, under blivande partiordföranden De Villiers Graaff.
Efter att afrikandkoalitionen bildat regering med Malan som premiärminister presenterade Nationalistpartiet en lagstiftning grundad på officiell diskriminering av landets samtliga icke-vita. Färgade skulle oberoende av inkomst och utbildning successivt överföras till separata vallistor, vilkas representanter i parlamentet avskaffades 1968. Genom Nationalistpartiets maktövertagande övergick trehundra års diskriminering de facto, att ersättas med ett system byggt på diskriminering de jure. Apartheid skulle garantera de vita befolkningsgrupperna, och därmed afrikanderna, fortsatt styre och överhöghet i samhället. Genom att de afrikaanstalande grupperna utgjorde en majoritet av den vita valmannakåren räckte detta för att befästa den samhällsutveckling som Malan utlovat. Därutöver fanns inom afrikandrörelsen krav på att Sydafrika skulle införa republik och kapa alla band med det brittiska samväldet, vilket efter många om och men blev verklighet 1961, efter en folkomröstning föregående år där det brittiskdominerade Natal fick en nej-majoritet.

## Politiken i Sydafrika under apartheid
Huvudartikel: Daniel Malan
I och med apartheidsystemets verkställande formaliserades de rasföreställningar och rasregelsystem som funnits i det sydafrikanska samhället. Den 7 juli 1950 införde Sydafrika raslagar genom Population Registration Act. Alla sydafrikaner indelades i en av följande grupper:
- Vita (White), huvudsakligen afrikaans- och engelskspråkiga vita,
- Svarta (Black, även "Natives" eller "Bantu"), främst Zulu och Xhosa,
- Asiater (Asian), främst indier,
- Färgade ("Coloured"), personer av blandad härkomst samt kapmalajer[1]

Som vita räknades afrikanderna och övriga ljushyade, i huvudsak engelskspråkiga. Dessa utgjorde mot slutet av apartheidtiden tillsammans drygt 10 procent av befolkningen, men utgjorde vid valet 1948, där även ett fåtal färgade fick delta, bortåt 20 procent. Nationalistpartiet hade makten under hela apartheidepoken fram till den vita regimens fall 1994, medan oppositionen i den vita folkgruppen med tiden fick allt mindre parlamentariskt stöd. Under den så kallade tunga perioden från 1960-talet fram till 1974 fanns i det sydafrikanska parlamentet endast en ledamot, Helen Suzman, som officiellt tog avstånd från rasåtskillnadspolitiken. Detta hade skett genom en likriktning där allt fler engelskspråkiga som ursprungligen motsatt sig Nationalistpartiet och afrikandernas regim börjat rösta på NP. Valet 1974 blev det sista då United Party ställde upp efter mer än 25 år i opposition, ständigt minskande röstetal och ökande politiska bakslag. Ledande oppositionsparti mot regimen blev istället 1977–1987 det liberala Progressive Federal Party, därefter (1987-1994) det radikala Konserwatiewe Party.
Inom apartheid var distinktionen mellan de fyra olika rasgrupperna central. Politiskt hade endast vita rösträtt i Oranjefristaten och Transvaal, en politik som under 1950-talet förverkligades även i Kapprovinsen och i Natal, där inkomst och förmögenhet tidigare utgjort basis. Som kompensation infördes i dessa provinser en handfull (som mest sju) representanter i underhuset för svarta (Native) och färgade (Coloured) väljare som enligt de gamla förmögenhetskraven haft rösträtt, vilka i sin tur avskaffades helt 1959 (Promotion of Bantu Self-Government Act) respektive 1968 (Coloured Persons' Representation Amendment Act).
De svarta fick efterhand medborgarskap i så kallade homelands eller bantustans, mindre territorier huvudsakligen på landsbygden som den sydafrikanska regeringen ensidigt givit autonomi, med egna parlament och regeringar som nästan helt saknade folkligt stöd och följaktligen kom att vara helt beroende av regeringen i Pretoria. Färgade fick välja ett maktlöst parlament, Coloured Persons' Representative Council, som delgavs viss lagstiftningsrätt över färgade, och vars ledamöter förväntades delegera deras krav till den vita regeringen (som även delvis styrde över dess sammansättning).[källa behövs]
År 1971 lade Sovjetunionen och Guinea tillsammans fram ett utkast i Förenta nationerna (FN) till en konvention för att hindra och bestraffa det som kallades "brottet apartheid". Generalförsamlingen röstade igenom det som då döpts till "International Convention on the Suppression and Punishment of the Crime of Apartheid (ICSPCA)" 1973, vilken idag[när?] har 31 underskrifter och 107 deltagande länder. Denna konvention gjorde apartheid till ett brott mot mänskligheten under internationella lagar, och gällde även andra länder än Sydafrika - även om benämningen togs just därifrån.
År 1984, efter en vit folkomröstning och lagbeslut föregående år infördes ett trekammarparlament med en församling var för vita, färgade och asiater med makt över respektive grupper i det "egentliga" Sydafrika, med verkställande president vald av representanter från dessa tre kammare (premiärminister Pieter Willem Botha valdes). Den svarta majoritetsbefolkningen hänvisades även i fortsättningen till hemländerna och två nya bantustaner utropades formellt självständiga under Bothas regering.
Under apartheid tillämpades "separat utveckling", vilket var en politik som gick ut på segregation mellan vita och svarta. Segregationen täckte allt ifrån parkeringsplatser och parkbänkar till arbetsplatser och sjukhus. Stora skyltar angav vilken ras ett visst område var avsett för. Dessa lagar avskaffades till stor del under Bothas regering, men inte förrän under F.W. de Klerk blev till exempel Sydafrikas stränder öppna för alla raser.
Den som bröt emot segregationslagarna kunde få hårda straff, oavsett ras. I synnerhet Immorality Act (gällde 1949–1985), som kriminaliserade sexuellt umgänge över rasgränserna, utlöste en rad skandaler i båda politiska läger.
Alla arbetsplatser och anställningar var segregerade; alla höga poster och statliga arbeten var reserverade för vita medan de arbeten som ansågs opassande för vita var ofta reserverade för svarta. Även bland de vita fanns många med jämförelsevis låg levnadsstandard; inte minst bland dessa var stödet för apartheid stort eftersom systemet gjorde att de kunde känna sig mer betydelsefulla och erhålla statliga jobb med garantier gällande sjukvård och pension. Medan de i allmänhet djupt konservativa afrikanderna föredrog en mer statsstyrd ekonomi under statens ledning, fanns ett starkare stöd för marknadsekonomi och ökad pragmatism i syfte att bibehålla kontakt med omvärlden bland landets engelskspråkiga, som avnjöt en genomsnittligt högre levnadsstandard och var mer liberalt orienterade i rasfrågan. Helen Suzman, som i över ett decennium ensam ledde den parlamentariska kampen mot apartheid, hade under 36 år sitt mandat i den välbärgade förorten Houghton Estate utanför Johannesburg.

## Rasismen
Rasismen och segregationen var införd i det närmaste överallt i Sydafrika. För nationalisterna var skolan mycket viktig; särskilt de afrikaanstalande barnen förmedlades en heroiserad form av den egna historien. Många vita betraktade det som naturligt att de skulle styra landet, medan de svarta sågs som inkompetenta att klara av svårare uppgifter, som till exempel att styra ett eget land. Apartheidpolitiken omfattade även kulturen och språket. Många vita ansåg att apartheid var nödvändigt, eftersom apartheid sågs som ett sätt att bevara den "västerländska" livsstilen i Sydafrika.
Segregationen ledde till att många vita sydafrikaner endast var förtrogna med sina egna områden och arbeten. Många hade aldrig sett ett område som var avsett för de svarta och många vita var därför omedvetna om de svartas levnadsförhållanden, eller låtsades att så var fallet.
Denna segregation blev extra synlig i städer där raser höll sig till olika bostadsområden.
Konsekvenser till segregationen var att vita fick den största delen rösträtt i stora delar av Sydafrika, vita hade även de högsta posterna och högre lön än andra raser.
I skolor förklarades det att svarta var en svag ras, enligt skolorna klarade inte svarta av svåra uppgifter.
En del vita, speciellt afrikander, motiverade apartheid och rassegregationen med att det var Guds vilja. Apartheid var i grund och botten gjord för att afrikandernas kultur och språk - afrikaans - skulle kunna regera för evigt i Sydafrika.
De olika motsättningarna mellan afrikander och engelsmännen i landet minskade med åren och regeringens politik blev öppnare för engelsmännen. Engelsmännen skulle fortsätta samarbeta med afrikanderna, och leva och arbeta i Sydafrika som vita medborgare, men med grunden att afrikanderna skulle vara den dominerande parten av de vita. Redan i valet 1953, det första i regeringsställning, fick Nationalistpartiet (bildat av HNP och AP 1951) egen majoritet som de därefter behöll efter den liberala oppositionens splittring. I valet 1989, det sista under apartheid, erhöll nationalisterna 48,19 % av rösterna medan det officiella oppositionspartiet, Konserwatiewe Party fick 31,5 %. KP motsatte sig helt förhandlingar med oppositionen trots det krisartade läge landet befann sig i och ansåg att systemet måste bevaras till varje pris.

## Republiken Sydafrika
Under 1960-talet började den internationella opinionen vända sig mot Sydafrika, och största delen av de afrikanska och asiatiska nationerna krävde att Sydafrika skulle införa majoritetsstyre. Inom Brittiska Samväldet höjdes röster på att Sydafrika skulle avstängas och isoleras från omvärlden. Även många västerländska länder började nu protestera mot Sydafrikas politik. Sydafrika svarade med att apartheid tillhörde landets interna angelägenheter. I Sydafrika, som då var under brittiskt styre (Sydafrikanska Unionen), höjdes röster för bildandet av en republik.
Den 5 oktober 1960 röstade ungefär 52% av de vita sydafrikanerna ja till att bilda en republik. Den klart största delen av afrikanderna röstade ja, medan engelsmännen till en majoritet röstade nej. På röstlistorna infogades även röster från det av Sydafrika ockuperade Sydvästafrika (numera Namibia), de flesta afrikander, och röståldern hade inför omröstningen sänkts från 21 till 18 år på initiativ av premiärminister Verwoerd. Båda åtgärderna var klart politiska.
Nationalistpartiet som var ett republikanskt parti, ansåg att en republik var den enda vägen att gå, för att bevara Sydafrika vitt och för att bevara apartheid. Många afrikander välkomnade detta som en ren brytning med landets koloniala historia. Även ett visst antal engelsmän ansåg att en republik vore det bästa för Sydafrikas självständighet, även om en majoritet ville behålla banden med den brittiska kronan. Nationalisterna beslöt som en kompromiss att lova utse generalguvernör Charles Robberts Swart till förste statspresident och inte rubba den dåvarande representationen. Premiärministern behöll den exekutiva makten, även om majoriteten av afrikanderna ville ha en förenad stats- och regeringschef med titeln president efter amerikansk förebild. Det ansågs emellertid att detta skulle skada stödet från de brittiska väljarna för mycket, men genomdrevs i den nya konstitutionen 1984 genom en folkomröstning sedan stödet för NP successivt ökat, trots de tilltagande oroligheterna och den internationella isoleringen. I valet 1979 fick NP sitt bästa resultat någonsin med nästan 79,4 % av rösterna.
Den 31 maj 1961 utropades Republiken Sydafrika och Sydafrika drog sig ur samväldet. Denna status återupprättades 1994, även om Sydafrika förblev en republik.

## Apartheids fall
Sharpevillemassakern 1960 gjorde att världen fick upp ögonen för apartheid och börja fördöma den. Det innebar också att de svarta började göra uppror mot systemet.
I takt med att avkoloniseringen fortskred började flera av Sydafrikas gamla allierade i västvärlden (däribland USA, Storbritannien och Australien) överge regimen och Sydafrika blev alltmer isolerat. Samtidigt började världssamfundet införa allt större ekonomiska sanktioner mot landet och ANC utnyttjade detta till att trappa upp kampen mot regimen vilket ledde till att oroligheterna ökade i landet. År 1976 blev Moçambique och Angola slutligen självständiga från Portugal och 1980 avgick den vita minoritetsregimen i dåvarande Rhodesia (nuvarande Zimbabwe), som varit apartheidregimens viktigaste allierade i Afrika. Sydafrikas isolering var nu komplett.
Det vita Sydafrika ändrades under 1980-talet, samhället krävde större reformer för att man skulle kunna klara av att hantera landets industri och ekonomi. Värderingarna och attityderna bland vita hade även förändrats och många började förstå verkligheten i deras eget land. De inre förhållandena i Sydafrika kom att bli mindre stabila: sydafrikanska trupper stred främst i Namibia och landets svarta majoritet gjorde gång på gång uppror mot regeringen, varje gång med större och mer förödande kraft än den föregående. När P.W. Botha 1984 blev president i Sydafrika, utlovade han reformer och liberaliseringar inom apartheidsystemet, men klargjorde tidigt att lika rättigheter mellan vita och svarta inte var aktuellt och att det rådande systemet skulle bestå.
I Bothas reformer fick de färgade och indierna rösträtt, medan svarta istället fick rösta i sina hemländer. Man skapade ett eget parlament för vita, färgade och indier. Men i praktiken var det vita parlamentet fortfarande det som hade den politiska makten. Presidenten fick en större och viktigare makt inom politiken.
När det snart stod klart att Bothas reformer bara gjorde situationen värre började hans regim istället göra allt för att bevara apartheid och den vita minoritetens dominans. Pressfriheten försvann och olika medborgerliga rättigheter togs bort. Regeringen använde sig av olika säkerhetslagar för att tysta ner den växande oppositionen i Sydafrika. Som följd av de kraftiga sanktionerna mot landet, försämrades ekonomin för att slutligen stagnera totalt. Nu började även allt fler vita sydafrikaner kräva nya och större reformer för att rädda landet.
Våldsamheterna och oron spred sig i hela landet och de svarta bostadsområdena bevakades av militären. Sydafrika höll på att närma sig ett totalt kaos och inbördeskrig. Regeringen styrde och censurerade nyheterna som sändes och tystade ner oppositionsledare. Polisen och militären slog till hårt mot svarta townships och försökte även lokalisera antiapartheidgrupper. Tortyr och misshandel blev allt vanligare i fängelserna. En känd oppositionsledare som blev tystad och torterad i fängelse var Steve Biko. När olika utländska företag och investerare lämnade landet på grund av den instabila situationen, tvingades staten till slut att förhandla med svarta ledare.
År 1986 tvingades Botha till slut börja ge med sig och kallade apartheidpolitiken för ett "gammalmodigt" system och erkände att det fanns problem med bantustans och Nationalisternas politik. Men de interna problemen blev allt värre. Arbetslösheten ökade och industrin hamnade i ett oroligt läge. Största delen av landets affärsmän krävde förhandlingar och större ansträngning för att hitta en lösning på problemet. Regeringen avskaffade många av apartheidlagarna, men avskaffade inte själva apartheiden.
Under senare delarna av 1980-talet började Sydafrikas regering i hemlighet förhandla med ANC och Nelson Mandela. Dessa förhandlingar var dock inga direkta förhandlingar om majoritetsstyre och den vita regeringen hade inga direkta planer på att genomföra något som skulle leda till majoritetsstyre.
År 1989 fick Botha avgå från sin presidentpost på grund av hälsoproblem och en allt mer växande intern kritik mot hans styre. Många inom regeringen ansåg att tiden var inne för att förhandla fram ett slut på apartheid. Botha hade dock, enligt många, egna planer på att försöka bevara apartheid med mildare former. Nationalisterna förlorade många vita röster i parlamentsvalet 1989, när både Sydafrikas konservativa parti och liberalerna ökade sina röster.
F.W. de Klerk blev år 1989 först Nationalistpartiets partiledare efter Bothas avgång och månader senare Sydafrikas (hittills) siste vita president. Han inledde då direkta och officiella förhandlingar med den fängslade Nelson Mandela och ANC. Detta med hjälp av britten Michael Young som organiserade dessa förhandlingar och som även hade organiserat de tidigare förhandlingarna mellan Botha och ANC. Michael Young fick 2002 den brittiska imperieorden (OBE) för sin insats. Syftet med förhandlingarna var att avveckla och avsluta apartheidpolitiken och införa majoritetsstyre. Förhandlingarna mellan regeringen och ANC ledde till att man beslutade om grunderna för ett nytt och demokratiskt Sydafrika. Efter att Nationalistpartiet förlorat ett lokalval 1992 beslöt president de Klerk att pröva sitt stöd genom att utlysa en folkomröstning om reformerna bland de vita; i omröstningen sade 68% ja till fortsatta reformer.
Namibia blev självständigt 1990 efter förhandlingar tillsammans med Sydafrika och FN.
Apartheidsystemet föll samman på grund av ökande yttre isolering och politiskt-ekonomiskt tryck, samt den ändrade inhemska ekonomiska och demografiska utvecklingen. Även ändringen av värderingarna och attityderna bland de vita orsakade ändringen av det politiska läget. ANC-ledaren Nelson Mandela, som frigivits från sitt fängelsestraff för politiskt motiverade våldsbrott 1990, valdes 1994 till landets nye president. Därmed hade apartheidsystemet definitivt upphört att existera.

Sydafrikas flagga sedan 1994

En viktig person som hjälpte till i kampen mot apartheid var Nelson Mandela. Sharpevillemassakern gjorde att världens uppmärksamhet vändes mot Sydafrika och apartheiden som rådde där. Nelson Mandela kämpade mot detta och en stor del av uppmärksamheten vändes även till honom. När Mandela satt i fängelse blev han en stor symbol för kampen mot apartheid. Han var en symbol för människors lika värde över hela världen.
När Mandela senare blev president i Sydafrika, ändrade han synsättet på apartheid. Sydafrika, tidigare hade varit en diktatur av en befolkningsgrupp, blev nu en demokrati. Svarta och vita fick samma rättigheter.
Förhandlingarna mellan de olika parterna resulterade i att man kunde godkänna en ny konstitution och majoritetsstyre. Under förhandlingarna förekom det ökat politiskt våld och olika vita extremister hotade med terroristattacker för att sabotera förhandlingarna och bevara apartheid. Detta skadade och försvårade förhandlingarna under vissa tider, men avbröt dem aldrig. Regeringen försökte även få igenom olika minoritetslagar, men utan större framgång eftersom de enligt ANC endast skulle bevara landets vita styre.
Vid de första valen 1994 vann ANC majoritet med omkring 62% av rösterna. Nationalistpartiet fick cirka 20%, varav 1/4 från färgade afrikaanstalande.
Nationalistpartiet förlorade i praktiken allt sitt stöd under de följande 10 åren och 2005 beslöt Nya Nationalistpartiet (omdöpt) att gå samman med ANC. År 2008 grundades ett nytt Nationalistparti med som uttalat mål att föra de Klerks politiska arv vidare. Partiet ställde inte upp i 2009 års val.

## Apartheids orsaker och följder
Orsaken till detta samhällssystem ligger i de relationer som skapades när Storbritannien fick ett slut på slaveriet i Kaplandet 1833. De vita männens sätt att behandla de dåvarande slavarna gav en stor betydelse för hur de skulle bete sig mot de afrikanska slavarna.
När Storbritannien avskaffade slaveriet 1833, ledde detta till att cirka 40 000 ofria arbetare fick ges en ny plats i samhället. Många av dessa arbetare tvingades söka anställning som dåligt betalda lönearbetare på gårdar. Tjänstehjonsstadgan av år 1841, gjorde att arbetsgivaren fick stora fördelar till skillnad från arbetarna. Sydafrika fick på så sätt en svart underklass.
När Sydafrika fick kritik mot Apartheid, bröt landet alla band till Storbritannien och förklarade sig 1961 som en republik.